# Solaris (Kreditinstitut)
Die Solaris SE (bis November 2022 als Solarisbank AG) besteht aus mehreren, in Europa zugelassenen Kreditinstituten, mit Hauptsitz in Berlin und Niederlassungen in London, Paris, Mailand, Madrid und Vilnius.
Unternehmensgegenstand ist der Betrieb von digitalen Bankgeschäften (Bankkonten, Debit- und Kreditkarten, Konsumentenkredite, z. B. buy-now-pay-later) und weiteren Finanzdienstleistungen (E-Geld, Zahlungsverkehr) im B2B-Bereich. Solaris gilt als erster vollständig cloudbasierter Banking-as-a-Service Anbieter in Deutschland.

## Geschichte
Die Solarisbank wurde im März 2016 vom deutschen Fintech-Unternehmen finleap sowie Marko Wenthin und Andreas Bittner gegründet, nachdem diese eine Vollbanklizenz der Bundesanstalt für Finanzdienstleistungsaufsicht (BaFin) und Europäischen Zentralbank (EZB) erhalten hatten. Ende 2019 wurde die Solaris Digital Assets GmbH als Tochtergesellschaft gegründet, um somit die Verwahrung und den Handel mit Kryptowährungen zu ermöglichen, dies jedoch bislang nur unter einer vorläufig erteilten Lizenz der BaFin. Durch die Akquirierung des britischen Wettbewerbers Contis 2021, im Zuge einer Finanzierungsrunde, verfügt Solaris über eine britische und litauische Lizenz für die Ausgabe von E-Geld. Internationale Niederlassungen wurden im Juli 2021 bekannt gegeben sowie die Bereitstellung von internationalen Bankkontonummern (IBAN) für die Länder Frankreich, Spanien und Italien. Im Geschäftsbericht von 2020 wurde ein Gesamtumsatz von ca. 100 Millionen Euro veröffentlicht. Im Oktober 2022 wurde bekannt, dass der bisherige CEO Roland Folz das Unternehmen zum 30. April 2023 verlassen wird und Carsten Höltkemeyer sein Nachfolger wird. Laut Handelsblatt soll im Juni 2024 Michael Bonacker – ehemaliger Strategiechef der Commerzbank – den Vorsitz des Aufsichtsrats der Solaris SE übernehmen, der zudem um James Freis ergänzt wird.

## Geschäftsmodell
Solaris SE stellt insbesondere eine Banking-as-a-Service-Plattform für integrierte Finanzdienstleistungen zur Verfügung. Die Plattform ermöglicht es anderen Unternehmen, sich an diese anzubinden und Finanzprodukte sowie -services in eine jeweilige Produktlandschaft zu integrieren, um Anbieter von Finanzdienstleistungen zu werden, ohne selbst eine Vollbanklizenz zu benötigen. Produkte werden den Geschäftspartnern fast ausschließlich über Programmierschnittstellen (APIs) zur Verfügung gestellt und basieren weitestgehend auf selbst entwickelter Software. So haben mehrere Unternehmen wie Grover, owwn und weitere mithilfe von Solaris eine eigene Visa-Karte herausgegeben. Im September 2024 wurden 1,1 Millionen Kreditkarten, die der deutsche Automobilclub ADAC an seine Mitglieder vertreibt, auf die Plattform der Solaris migriert.

## Finanzierung und Investoren
In mehreren Finanzierungsrunden sammelte die Solarisbank, vor ihrer Umfirmierung zur Solaris SE, mindestens 385 Millionen Euro von verschiedenen Wagniskapitalgesellschaften ein. Das initiale Seed-Funding betrug 12,2 Millionen Euro. Eine weitere Finanzierungsrunde (Series A) über 26,3 Millionen Euro wurde im März 2017 abgeschlossen. Ein Jahr später – März 2019 – wurden nochmals 56,6 Millionen Euro in den Aufbau der Solarisbank investiert (Series B). Im Juni 2020 wurden weitere 60 Millionen Euro von Alt- sowie neuen Investoren in einer weiteren Kapitalrunde (Series C) eingesammelt. Dies war in Deutschland zu diesem Zeitpunkt die zweitgrößte Investition im Bereich der digitalen Finanztechnologie. Im Zuge der Kapitalrunde wurde die Solarisbank im vierten Jahr nach ihrer Gründung mit 320 Millionen Euro bewertet. 2021 wurde eine Finanzierungsrunde (Series D) von 190 Millionen Euro bekannt gegeben, zu einer Bewertung des Unternehmens in Höhe von 1,4 Milliarden Euro. Im Zuge der Finanzierungsrunde wurde der britische Wettbewerber Contis akquiriert. Die Kosten der Übernahme wurden im Geschäftsbericht für 2021 mit 152 Millionen Euro ausgewiesen. Aufgrund von Restrukturierungsmaßnahmen werden Verwahrung und Handel von Kryptowährungen sowie wesentliche Teile des E-Geld-Geschäfts zum Ende des Geschäftsjahres 2024 eingestellt. Im Juni 2022 wurden weitere 40 Millionen Euro von bestehenden Investoren eingesammelt. In einem sogenannten „First Closing“ einer erneuten Finanzierungsrunde im Juli 2023 (Serie F) wurden 38 Millionen Euro von bestehenden Investoren aufgenommen. Im März 2024 wurde die Finanzierungsrunde auf 96 Millionen Euro erhöht. Zusätzlich sicherte der Investor SBI Shinsei Bank Finanzgarantien in Höhe von bis zu 100 Millionen Euro für das ADAC-Portfolio zu. Im Zuge dieser Finanzierung wurde die Bewertung des Unternehmens von 1,6 Milliarden Euro bestätigt. Unter den Wagniskapitalgesellschaften, die in die Solaris SE investiert haben, finden sich viele namhafte inter- und nationale Unternehmen, u. a. Softbank, BBVA, und Visa.

## Prüfungen und Maßnahmen durch die BaFin
Bei einer Sonderprüfung durch die BaFin wurden bei der Solarisbank zahlreiche organisatorische Mängel festgestellt. Da dies laut Bafin eine nicht ordnungsgemäße Geschäftsorganisation belegt, wurden im Rahmen einer turnusmäßigen Überprüfung am 27. Dezember 2021 zusätzliche Eigenmittelanforderungen für das Kreditinstitut festgelegt.
Im Januar 2023 erfolgten neue Auflagen durch die BaFin, aufgrund von weiterhin bestehenden Mängeln. Seit Beginn des Jahres darf die Solaris SE daher neue Unternehmen als Kunden nur mit einer Erlaubnis der BaFin aufnehmen.
Mit rechtskräftigem Bescheid vom 6. Februar 2024 hat die BaFin gegen die Solaris SE ein Bußgeld in Höhe von insgesamt 6.500.000 Euro festgesetzt. Der Grund dafür ist die systematische Verzögerung bei der Übermittlung von Verdachtsmeldungen zur Geldwäsche an die FIU.